# Phân cấp hành chính Anh
Phân cấp hành chính Anh tạo thành một hệ thống các đơn vị hành chính và các khu vực nghi lễ phi hành chính.
Nhìn chung, nước Anh được chia thành 9 Vùng và 48 hạt nghi lễ, mặc dù chúng chỉ có một vai trò hạn chế trong chính sách công. Đối với các mục đích của chính quyền địa phương, nước Anh được chia thành các hạt, huyện và các xã. Trong một số khu vực, hạt, huyện thành lập một cơ cấu hành chính hai tầng, trong khi ở những nơi khác chúng được kết hợp dưới một cơ quan đơn nhất. Các xã chỉ bao gồm một phần của nước Anh.
Hệ thống hiện tại là kết quả của cuộc cải cách nhiều lần trong đó có nguồn gốc của nó trong pháp luật được ban hành vào năm 1965 và năm 1972.